# أيرولا
ايرولا باللغة الإنجليزية (Airola) هي قرية صغيره تقع في بينيفنتو التابعة إلى مقاطعة كامبانيا الإيطالية، وتقع على بعد 35 كم شمال شرق مدينة نابولي وحوالي 20 كم جنوب غرب بينيفينتو  في مواجهة مونتي تابورنو. بالقرب من التقاء نهري تيسا وفاينزا في نهر إسكلرو ويعبر إقليم إيرولا أيضا كارولينو، وهو يحمل المياه إلى قصر كازيرتا.

## تاريخ
تم ذكر ايرولا للمرة الأولى في عام 997 وفي وقت لاحق كانت إقطاعية الا رانولف الثاني من أليفي ومارتن توكابوف وعائلة كورتيلون وفي عام 1460 بعد حصار فرديناند الأول لنابولي قد تم بيعها لعائلة كارافا وقد تم تسليمها لحقا الا ألفونسو دافالوس الذي قد بيعت بدوره إلى فيرانتي كاراتشولو في عام 1575.
وحتى عام 1816 تمت شمولها في أفيلينو و كانت جزءًا من Terra di Lavoro حتى توحيد إيطاليا في عام (1861) عندما تم ضمها إلى مقاطعة بينيفينتو.

## المعالم السياحية الرئيسية
- كنيسة أنونزياتا في القرنان الرابع عشر والخامس عشر مع مذبح البشارة و برج الجرس من عام 1735 وصمم لويجي فانفيتيلي واجهة القرن الثامن عشر.
- قلعة لومبارد
- كنيسة سان غابرييل في مونتي أوليفيتو
- كنيسة سانتا ماريا ديل أدولوراتا (القرن الرابع عشر، تم ترميمها في القرن الثامن عشر)
- كنيسة سان ميشيل (القرن السادس عشر)
- Palazzo Montevergine و بني عام 1606 من قبل البينديكتين في Montevergine .
- كنيستي القرن السابع عشر في سان دوناتو وسان كارلو

- الموقع الرسمي